# Zemletryasenie
Zemletryasenie (em armênio: երկրաշարժ) é um filme de drama armênio de 2016 dirigido e escrito por Sarik Andreasyan.  Foi selecionado como representante de seu país ao Oscar de melhor filme estrangeiro em 2017.

## Elenco
- Sebastien Sisak - Dide, kinolog
- Sabina Akhmedova - Gayanz
- Konstantin Lavronenko - Konstantin Berezhnoy
- Artyom Bystrov - Kranovshchik
- Arsen Grigoryan - Ryzhiy
- Mariya Mironova - Anna Berezhnaya
- Michael Poghosian - Erem